# Astrosamantha - La donna dei record nello spazio
Astrosamantha - La donna dei record nello spazio è un film documentario del 2016, diretto da Gianluca Cerasola. È stato realizzato con la collaborazione dell'ESA, dell'ASI e dell'Aeronautica Militare.

## Trama
Il documentario tratta il percorso che ha portato l'astronauta Samantha Cristoforetti a ottenere prestigiosi risultati quali essere la prima donna italiana nello spazio e aver trascorso più giorni consecutivi in un'unica missione.

## Location
- Johnson Space Center, Houston, Stati Uniti
- Star City, Mosca, Russia
- EAC, Colonia, Germania
- Cosmodromo di Baikonur, Baikonur, Kazakistan

## Distribuzione
Il documentario è stato distribuito nelle sale cinematografiche italiane l'1 e il 2 marzo 2016. È stata resa disponibile la versione sia su DVD che in formato digitale il 30 giugno 2016.